# Хатанбулаг
Хатанбулаг (монг. Хатанбулаг) — сомон в аймаке Дорноговь в юго-восточной Монголии.
Территория — 18 669,37 км², население — 2 985 человек (2009). Центр — поселок Эргэл расположен в 650 км от Улан-Батора, от г. Сайншанд - 229 км. Контрольно-пропускной пункт на границе с КНР Ханги-Мандал. Разделён на 6 местных самоуправлений (баг).

## География
Горы Баруун нарийн (1431 м), Ит (1282 м), Хорго (1272 м), Сууж (1204 м); степные долины Халиун, Халив, Булан, Сааралин Говь, Тенгер, Сайр, Цавчир, Баянцагаанцев. Песчаные барханы Модон тол гой, эргелийн саар, гашуун. Мало рек, есть солёные озера.

## Климат
Климат — резко континентальный. Средняя температура января −14-16 градусов, июля +24-26 градусов. В среднем за год выпадает 50-120 мм осадков.

## Животный мир
Водятся горные бараны, волки, лисы, Косули, манулы, зайцы, куланы, корсаки и др.

## Полезные ископаемые
Железная руда, свинец, химическое и строительное сырьё.

## Известные уроженцы
- Гава Лубсангийн, монгольский театральный художник, сценограф. Народный артист МНР. Дважды лауреат Государственной премии Монголии.
- Сономин Лувсангомбо (род. 1924), государственный и политический деятель, генерал-полковник.
- Сэвжид Цэрэндуламын (1916–1984), монгольский театральный деятель, хореограф, балетмейстер, артист балета. Заслуженный артист Монголии (1961). Народный артист МНР (1980). Лауреат государственной премии Монголии (1975).